# Árni Frederiksberg
Árni Frederiksberg (Saltangará, 13 de junho de 1992) é um futebolista feroês que atua como ponta-direita. Atualmente defende o KÍ Klaksvík. 
Fora dos gramados, trabalha como representante de vendas em uma empresa que comercializa produtos por atacado.

## Carreira em clubes
Frederiksberg estreou no futebol em 2009, defendendo o NSÍ Runavík, inicialmente atuando no time B e sendo integrado à equipe principal em 2010. Após 240 jogos oficiais e 79 gols marcados, assinou um pré-contrato com o B36 Tórshavn em novembro de 2018, tornando-se rapidamente um de seus principais jogadores. Em duas temporadas com os Tigres Brancos, disputou 64 partidas (52 pelo Campeonato Faroês) e marcou 19 gols.
Em janeiro de 2021 foi contratado pelo KÍ Klaksvík, onde sagrou-se bicampeão nacional e da Supercopa das Ilhas Faroe, sendo eleito o melhor jogador do país em 2021. Em nível continental, ganhou destaque ao balançar as redes nas vitórias sobre Ferencváros e Häcken, pelas fases de classificação da Liga dos Campeões da UEFA de 2023–24.

## Seleção Feroesa
Pela Seleção das Ilhas Faroe, Frederiksberg defendeu as seleções Sub-19 (3 jogos em 2010), Sub-21 (7 jogos e um gol entre 2013 e 2014) e principal (11 jogos entre 2015 e 2019).

## Títulos
NSÍ
- Copa das Ilhas Faroe: 2017

KÍ
- Campeonato Faroês: 2021, 2022
- Supercopa das Ilhas Faroe: 2022, 2023

### Individuais
- Futebolista Feroês do Ano: 2021